# Rzewny
Rzewny (Urwisko) – potok w województwie małopolskim, dopływ Wilgi o długości 6,8 km. Cały swój bieg potok przepływa na obszarze miasta Krakowa. Wypływa w Sidzinie. Spływa w kierunku północno-wschodnim przez Kliny Zacisze, Kliny Borkowskie, Borek Fałęcki, po południowej stronie Cmentarza parafialnego Borek Fałęcki i Lasu Borkowskiego, w sąsiedztwie pętli tramwajowej „Borek Fałęcki”, następnie równolegle do ulicy Zakopiańskiej w rejon ulicy Zbrojarzy, gdzie wpływa do kolektora, którym przepływa aż do wylotu przed ujściem do Wilgi w Łagiewnikach w rejonie ulicy Ludwisarzy na wysokości 205 m n.p.m. Rzewny należy do dorzecza Wisły.

## Użytek ekologiczny „Rozlewisko potoku Rzewnego”
Użytek ekologiczny znajdujący się w Krakowie w dzielnicy IX Łagiewniki-Borek Fałęcki. Został utworzony uchwałą nr XXXI/404/07 Rady Miasta Krakowa z dnia 19 grudnia 2007 roku. Obejmuje obszar o powierzchni 2,77 ha nad potokiem Rzewnym. W jego skład wchodzą trzy rodzaje siedlisk: leśne (las mieszany i ols), szuwarowe i łąkowe. Obszar ten jest miejscem bytowania i rozrodu wielu gatunków zwierząt, w tym chronionych, stanowi również część korytarza ekologicznego. Na terenie użytku stwierdzono obecność licznych gatunków ptaków, w tym rzadkich ptaków drapieżnych i sów jak: myszołów, krogulec, pustułka, kobuz, puszczyk, sowa uszata. Licznie na tym obszarze występują również płazy i gady, a także gatunki owadów m.in. podlegające prawnej ochronie gatunkowej modraszek telejus, trzmiel rudy, trzmiel ziemny, żagnica zielona oraz gatunki pajęczaków m.in. tygrzyk paskowany.